# 윤소정 (모델)
윤소정(1986년 4월 6일 ~ )은 대한민국의 모델이자 에스팀 소속 모델이다.

## 학력
- 세종대학교 컴퓨터공학과 (졸업)